# Bolsa de Comercio de Rosario

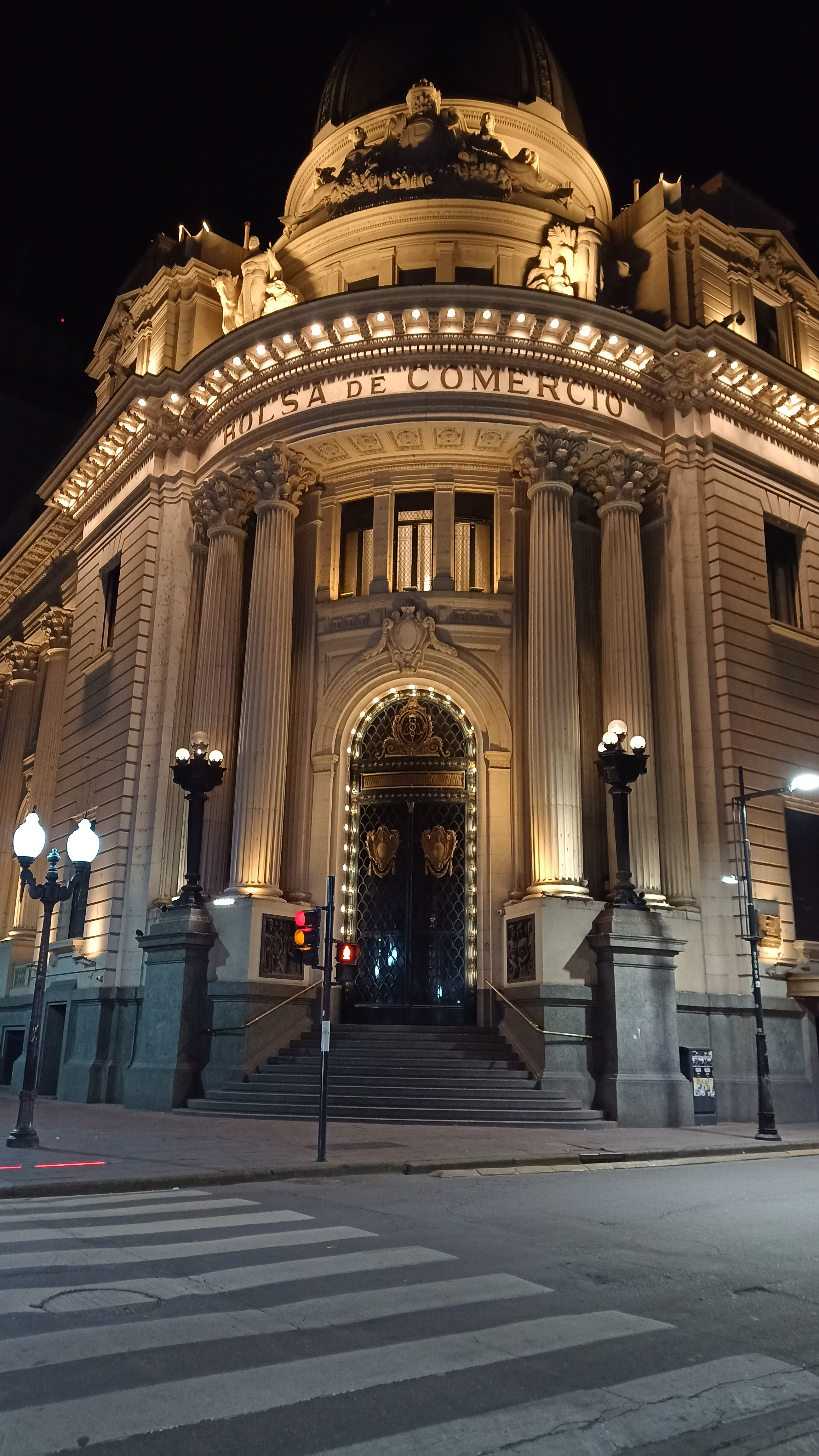
Hauptsitz in Rosario, 2022

Die Bolsa de Comercio de Rosario (BCR) (Deutsch: Handelsbörse von Rosario) ist eine argentinische Gesellschaft mit Sitz in Rosario in der Provinz Santa Fe. Sie wurde am 18. August 1884 gegründet und dient als Forum für die Führung von Handelsverhandlungen auf mehreren Märkten, darunter Getreide, Ölsaaten, Agrarprodukte und deren Nebenprodukte sowie Wertpapiere und andere Vermögenswerte.

## Gebäude
Die Börse war in einem 1926 von Raúl Rivero entworfenen, denkmalgeschützten Hauptsitz im Beaux-Arts-Stil untergebracht und ließ in den 1990er Jahren neue Büros errichten. Das vom Architekten Mario Roberto Álvarez entworfene neue Gebäude wurde 1998 fertiggestellt.

## Handelsplätze

### Getreidemarkt
Der physische Getreidemarkt (Mercado Físico de Granos) der BCR ist hinsichtlich seines Geschäftsvolumens der wichtigste in Argentinien und bietet Referenzpreise für die nationalen und internationalen Märkte. Der größte Teil der Getreide- und Ölsaatenproduktion des Landes wird dort gehandelt, insbesondere Sojabohnen. Die Region um Rosario beherbergt mehr als 80 % der Pflanzenölindustrie Argentiniens und ihre Häfen (Rosario und San Lorenzo-Puerto San Martín) wickeln mehr als 70 % des argentinischen Exports von Sojabohnen und ihren Derivaten ab. Das Board of Trade betreibt außerdem einen Komplex von Laboratorien, die Proben von landwirtschaftlichen Produkten, Boden und Wasser analysieren und Qualitätszertifizierungen erstellen.

### Viehmarkt
Der Mercado Ganadero de Rosario (abgekürzt Rosgan) ist ein wichtiger argentinischer Viehauktionsmarkt, insbesondere für Rinder.

### Wertpapierbörse
Der Mercado de Valores de Rosario (abgekürzt MerVaRos) ist nach der Fusion mit dem Mercado de Valores de Mendoza als Mercado Argentino de Valores bekannt.

### Terminmarkt
Der Mercado a Término de Rosario (ROFEX) ist eine Terminbörse für Rohstoffe und in jüngerer Zeit auch für Finanzprodukte wie Wechselkurs- und Zinsoptionen. Sein ausgehandeltes Volumen (insbesondere bei Terminkontrakten über Dollar) macht ROFEX zum größten Terminmarkt des Landes.

## Mitgliedschaften
Sie ist Mitglied in der:
- Federación Iberoamericana de Bolsas[6]